# 悉尼魚市場
悉尼魚市場（英語：Sydney Fish Market）是位於澳大利亞新南威爾斯州悉尼的魚市場。市場坐落於皮爾蒙特，距離商業區2公里。

## 特色

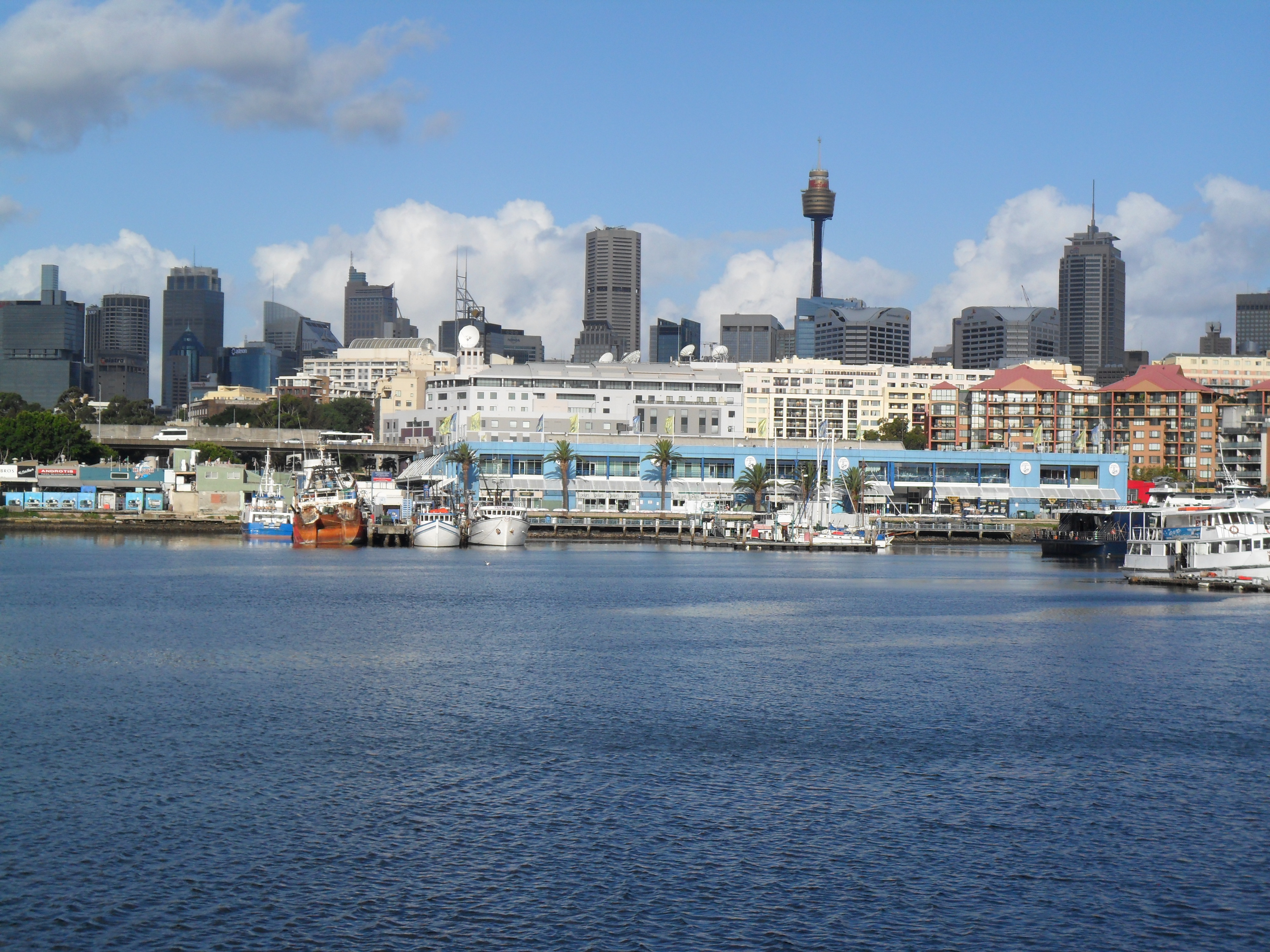
遠眺悉尼魚市場

悉尼魚市場在漁港旁，主要批發及零售新鮮的海鮮，市場裏有熟食店、壽司吧、麵包店、禮品店、水果和蔬菜市場，還有花店、肉熟食店、飲料店、 海鮮烹飪學校、室內座位和遊客的戶外長廊。 悉尼海鮮零售商每天都在這裏批發拍賣海鮮。市場出售的海鮮種類是全球第三多。

## 歷史
悉尼魚市場在1945年由州政府建立，並在1994年私有化。於2016年11月7日，新南威爾士州政府宣佈魚市場將會搬至新的位置，面積為35000平方米，包括15500平方米的零售區，規模大幅擴大。

## 外部連結
- 悉尼魚市場官方網站 （页面存档备份，存于）